# Dumino (obwód wołogodzki)
Dumino (ros. Думино) – wieś w Rosji, w rejonie szeksnińkim obwodu wołogodzkiego. W 2010 r. liczyła 51 mieszkańców.